# Coleocentrus quebecensis
Coleocentrus quebecensis là một loài tò vò trong họ Ichneumonidae.